# Ha'arec
Ha'arec (hebrejsky הארץ‎  [haˈʔaʁets]IPA, anglicky: Haaretz, doslova „Ta země,“ rozumí se Země izraelská), dříve nazývaný Hadshoth Haaretz (The Palestine News) – חַדְשׁוֹת הָאָרֶץ‎, je nejstarší izraelský deník, založený roku 1918. Známý svými levicovými a liberálními postoji k domácím i zahraničním otázkám, vychází v hebrejštině v tzv. berlínském formátu; anglická edice listu Ha'arec je překladem hebrejské edice. V Izraeli je publikován a prodáván spolu s deníkem International Herald Tribune; v Severní Americe vychází jako týdeník. Obě edice, hebrejská i anglická, jsou dostupné i online na internetu.
Ve srovnání s jinými masovými deníky v Izraeli, zejména s periodiky Ma'ariv a Jedi'ot achronot, jsou titulky Ha'arecu menší[zdroj?], méně místa je věnováno obrázkům a články jsou více analytické[zdroj?]. Krom zpravodajských informací Ha'arec publikuje také články se sociální a environmentální tematikou, dále pak knižní recenze, investigativní reportáže a politické komentáře. Hebrejskou edici si denně kupuje na 65 tisíc čtenářů.[zdroj?]

## Kritika
V březnu 2010 napsal izraelský deník The Jerusalem Post, že Ha'arec zavádějícím způsobem přeložil průzkum veřejného mínění. Ha'arec byl také kritizován za svoji roli v kauze Anat Kamm. Podle svých kritiků Ha'arec schvaluje protiizraelské postoje a jeho formulace bývají často zavádějící. Od roku 2010 se redakce neshodne v případu znásilnění, z něhož byl usvědčen izraelský Arab Sabbar Kashur; zatímco mužští členové redakce Gideon Levy a Tomer Zarchin trvají na tom, že šlo o jasný případ rasismu v izraelské justici, ženská členka redakce Merav Micha'eli doložila citacemi z lékařské zprávy násilí proti oběti znásilnění a obvinila své mužské kolegy z redakce, že psali články pod vlivem touhy po neomezeném sexu.

### Zkreslení průzkumu veřejného mínění společnosti Dialog
23. října 2012 publikoval Ha'arec na titulní stránce článek „Většina Izraelců podporuje režim apartheidu v Izraeli“. Když byla následně v analytických článcích listu Maariv a společnosti Presspectiva zdokumentována manipulace s průzkumem veřejného mínění, Ha'arec publikoval kratičké vyjasnění na straně pět své hebrejské edice. Vyjasnění znělo: „Formulace hlavního titulku Většina Izraelců podporuje režim apartheidu v zemi izraelské neodpovídala přesně výsledkům průzkumu společnosti Dialog. Otázka, na kterou většina respondentů odpověděla záporně se netýkala současného stavu, nýbrž hypotetického budoucího stavu: Pokud Izrael anektuje území Judska a Samaří, je podle vašeho názoru třeba udělit dvěma a půl milionu Palestinců právo volit do Knesetu?“